# Al-Maniya
Al-Maniya (àrab: المانیا, al-Māniyā) és una vila de la governació de Betlem, al centre de Cisjordània, situada 8,6 kilòmetres al sud-est de Betlem i al sud de Tuqu'. Incorpora el vilatge proper de Wadi Muhammad en la seva jurisdicció. La major part del poble la vila, incloent bona part de la seva àrea urbanitzada, es troba a l'Àrea C, la qual cosa dona a les Forces de Defensa d'Israel el control total sobre la vila. Segons l'Oficina Central d'Estadístiques de Palestina (PCBS), tenia 1.274 habitants en 2016.

## Història
La vila va ser fundada per immigrants del sud de Sa'ir prop d'Hebron. Segons la llegenda local, el seu nom deriva d'una cova a la vora que habitava una reina de l'era romana d'Orient anomenada Maniya. Al poble hi ha una mesquita, la mesquita de Palestina.
L'explorador francès Victor Guérin va passar pel lloc l'any 1863, i el va descriure amb «ruïnes de poca importància.» En 1883 el Survey of Western Palestine del Fons per a l'Exploració de Palestina el va descriure com que tenia «fonaments i murs en ruïnes, amb una o dues coves, que estan habitades.»
El 1996, l'Autoritat Nacional Palestina (ANP) va establir un consell del poble (consell de pobles) de set membres per administrar al-Maniya. Els membres del consell són nomenats per l'ANP. Les famílies principals són al-Jabarin, al-Frookh, al-Kawazba, at-Tarwa i ash-Shalalda.